# الهدف 5 من أهداف التنمية المستدامة
يتعلق الهدف 5 من أهداف التنمية المستدامة (الهدف 5 أو الهدف العالمي 5) بالمساواة بين الجنسين وهو أحد أهداف التنمية المستدامة السبعة عشر التي وضعتها الأمم المتحدة في عام 2015. الصياغة الرسمية للهدف 5: «تحقيق المساواة بين الجنسين وتمكين جميع النساء والفتيات». يُقاس التقدم نحو الأهداف بالمؤشرات. تأخذ أهداف التنمية المستدامة السبعة عشر بالاعتبار أن العمل في مجال ما سيؤثر على النتائج في مجالات أخرى، وأن التنمية يجب أن توازن بين الاستدامة الاجتماعية والاقتصادية والبيئية. يعتبر نهج التفكير المنهجي هو الأساس للاستدامة العالمية.
التزمت البلدان بدفع التقدم عند البلدان المتأخرة أولًا، بعد أن تعهدت «بعدم إغفال أحد». صُممت أهداف التنمية المستدامة للقضاء على العديد من المشاكل التي يواجهها العالم، بما في ذلك الفقر والجوع وفيروس نقص المناعة البشرية/ الإيدز والتمييز ضد النساء والفتيات.
يسعى الهدف 5 من أهداف التنمية المستدامة إلى منح النساء والفتيات حقوقًا متساوية، وفرصًا للعيش بحرية دون تمييز بما في ذلك التمييز في مكان العمل أو أي عنف، وذلك لتحقيق المساواة بين الجنسين وتمكين جميع النساء والفتيات. يتضمن الهدف غايات يجب تحقيقها من خلال خطة التنمية المستدامة لعام 2030. أثّرت جائحة كوفيد-19 على النساء لأنهن أكثر عرضة للخطر ولقلة فرص حصولهن على العلاج. تشير الأدلة إلى حدوث زيادة في العنف ضد المرأة أثناء الوباء.
تتطلب المساواة بين الجنسين بحلول عام 2030 اتخاذ إجراءات عاجلة للقضاء على العديد من الأسباب الجذرية للتمييز، التي تقيّد حقوق المرأة في المجالين الخاص والعام. يعد القضاء على العنف القائم على النوع الاجتماعي والاغتصاب أولويةً، نظرًا لأنه يعد انتهاكًا لحقوق الإنسان. أدى الالتزام بالنهوض بالمساواة بين الجنسين إلى تحسينات في بعض المجالات، لكن الوعد بعالم تتمتع فيه كل امرأة وفتاة بالمساواة الكاملة بين الجنسين- وجميع الحواجز القانونية والاجتماعية والاقتصادية التي تحول دون تمكينهن بما في ذلك التمكين الرقمي- ما زال مطلوبًا.

## خلفية
أهداف التنمية المستدامة هي مجموعة من سبعة عشر هدفًا عالميًا حددتهم الأمم المتحدة. الأهداف العريضة مترابطة ولكن لكل منها غاياتها الخاصة التي يجب تحقيقها. تغطي أهداف التنمية المستدامة مجموعة واسعة من قضايا التنمية الاجتماعية والاقتصادية، تشمل الفقر، والجوع، والصحة، والتعليم، والتغير المناخي، والمساواة بين الجنسين، وإمدادات المياه، والصرف الصحي، والطاقة، والتحضر، والبيئة، والعدالة الاجتماعية، وظروف عمل أفضل.
حلت أهداف التنمية المستدامة محل الأهداف الإنمائية للألفية (إم دي جيز). تتضمن الوثيقة الختامية لقمة الأمم المتحدة بشأن خطة عام 2030، «تحويل عالمنا: خطة التنمية المستدامة لعام 2030»، التركيز على أهمية تحقيق تقدم في المجتمعات السلمية والشاملة، والوصول إلى العدالة وسيادة القانون، ومؤسسات فعالة وشاملة وخاضعة للمساءلة.
سيغذي توفير فرص متساوية للنساء والفتيات في الحصول على التعليم والرعاية الصحية والعمل اللائق والتمثيل في عمليات صنع القرار السياسي والاقتصادي، الاقتصادات المستدامة ويفيد المجتمعات والإنسانية بشكل عام. هناك 9 أهداف و14 مؤشر لهدف التنمية المستدامة 5.
سيتطلب تحقيق المساواة بين الجنسين تشريعات قابلة للتنفيذ، تعزز تمكين جميع النساء والفتيات وتفرض تعليمًا ثانويًا لجميع الفتيات. تدعو الغايات إلى وضع حد للتمييز بين الجنسين وتمكين النساء والفتيات من خلال التكنولوجيا. هناك علاقة مباشرة بين التقدم التكنولوجي وتمكين المرأة.

## الرصد والتقدم
يُعد الأمين العام للأمم المتحدة تقريرًا سنويًا لتقييم التقدم المحرز في تحقيق أهداف التنمية المستدامة.
ستواجه أهداف التنمية المستدامة تحديات إذا لم يُقدَّم المزيد من الاهتمام للتعامل مع تحديات الحوكمة الحاسمة لتنفيذها، ويشمل ذلك النظر في كيفية عمل الحكومة والشركات والمنظمات غير الحكومية والمجتمع المدني والباحثين معًا. تُنشر التقارير المرحلية رفيعة المستوى لجميع أهداف التنمية المستدامة في شكل تقارير من قبل الأمين العام للأمم المتحدة، وآخرها هو الاستعراض المواضيعي للمنتدى السياسي رفيع المستوى للأمم المتحدة لهدف التنمية المستدامة 5.

## تأثير جائحة كوفيد-19
شكلت جائحة كوفيد-19 في عام 2020 تحديًا إضافيًا أمام تحقيق المساواة بين الجنسين. أثر كوفيد-19 على النساء من حيث:
1. الآثار الاقتصادية المركبة، بشكل خاص على النساء اللاتي يكسبن أقلّ، ويدخرن أقلّ، ويشغلن وظائف غير آمنة أو يعشن بحالة من الفقر.
2. تأثُّر صحة المرأة سلبًا من خلال إعادة تخصيص الموارد والأولويات، بما في ذلك خدمات الصحة الجنسية والإنجابية.
3. ازدياد أعمال الرعاية غير مدفوعة الأجر، مع خروج الأطفال من المدارس، وازدياد احتياجات الرعاية لكبار السن، وإجهاد الخدمات الصحية.
4. ازدياد العنف القائم على النوع الاجتماعي بشكل كبير بسبب تقييد الحركة والضغوط الاقتصادية، وزاد الحظر من حالات العنف تجاه النساء والفتيات، إذ بلغ العنف المنزلي نسبة تزيد عن 30٪.[15]

تتفاقم كل هذه الآثار في سياقات البلدان التي تمتلك هياكل هشة وغير متماسكة فيما يخص حماية النساء والفتيات. يستمر الافتقار إلى التماسك الاجتماعي المؤسسي والنظامي القوي في تقويض القدرات والخدمات اللازمة لتحقيق المساواة بين الجنسين تدريجيًا.
أثّر الوباء على الأنظمة الإحصائية الوطنية، إذ أصبحت عملية جمع البيانات الآن عبئًا رئيسيًا للوكالات الإحصائية في البلدان ذات الموارد المحدودة، وبالتالي دفع بيانات الجندر إلى أسفل سلم الأولويات.

## الروابط مع أهداف التنمية المستدامة الأخرى
على الرغم من أن الهدف 5 من أهداف التنمية المستدامة هدف قائم بذاته، إلا أنه لا يمكن تحقيق أهداف التنمية المستدامة الأخرى إلا إذا حظيت احتياجات المرأة بنفس الاهتمام الذي تحظى به احتياجات الرجل. تشمل القضايا التي تنفرد بها النساء والفتيات الممارسات التقليدية مثل تشويه الأعضاء التناسلية للإناث. يذكر خبراء العدالة الجندرية أنه بدون إحراز تقدم في الهدف 5، لا يمكن تحقيق الأهداف والغايات الأخرى. حُلّل الرابط بين هدف التنمية المستدامة 5 وأهداف التنمية المستدامة الأخرى على نطاق واسع من خلال تقرير هيئة الأمم المتحدة للمرأة حول المساواة بين الجنسين في جدول أعمال 2030 للتنمية المستدامة.
لا يساهم حصول المرأة على العمل اللائق والدخل المنتظم بشكل مباشر في الحد من الفقر (الهدف 1) فحسب، بل يدعم أيضًا التعليم الجيد (الهدف 4)، والقضاء على الجوع (الهدف 2)، والصحة الجيدة والرفاهية (الهدف 3). القضاء على جميع أشكال العنف ضد النساء والفتيات (الهدف 5.2) ليس فقط مكونًا أساسيًا من الهدف 5 من أهداف التنمية المستدامة، ولكنه مهم أيضًا لضمان حياة صحية ورفاهية للأشخاص من جميع الأعمار (الهدف 3).
النساء اللائي يتعرضن للعنف الجنسي أو الجسدي من الشريك الحميم أكثر عرضةً بمرة ونصف للإصابة بفيروس نقص المناعة البشرية (الهدف 3.3). للتدهور البيئي (الهدف 13) آثاره على إنتاج الغذاء وسلامة الغذاء والأمن الاقتصادي للمجتمعات التي تعتمد على الزراعة حيث توجد النساء، وبالتالي، فإن القضاء على هذه القيود وغيرها من القيود الخاصة بالنوع الاجتماعي وغيرها من أشكال التمييز أجندة بالغة الأهمية لهدف التنمية المستدامة 5.